# Mamba БТР
Mamba БТР — южноафриканский бронеавтомобиль, разработанный в 1988 году компанией Land Systems OMC для замены устаревшего Buffel. Находится на вооружении ЮАР. Бронемашины принимали участие в силах MONUA,  UNPROFOR, также принимали участие в войне в Персидском Заливе и во время Вторжения России на Украину.

## Конструкция

### Mamba Mk1
До 1994 года Mamba производилась на основе шасси грузовика Toyota Dyna 4х2, эти бронемашины получили маркировку Mk 1. Вес составлял 6.45 тонн. на бронемашину устанавливался четырехцилиндровый дизельный двигатель мощностью 139 л.с Toyota JO 5C.

### Mamba Mk2
Mamba Mk2 основан на шасси грузовика Унимог, часть бронемашин Buffel были также переделаны в Mk2.  Вес составлял 6.8 тонн. на бронемашину устанавливался шестицилиндровый дизельный двигатель мощностью 123 л.с Mercedes-Benz OM352. Всего машина могла перевозить до 10 человек десанта, вход осуществлялся через заднюю дверь. Люк на крыше позволяет экипажу использовать 12.7-мм пулемёт.

### Mamba Mk3
Mamba Mk3 имел лучшее бронирование, способное защищать экипаж от патрон калибра 7,62×51 мм НАТО, также на него устанавливался двигатель Mercedes-Benz 312N.

### Mamba Mk5
Бронеавтомобиль производства компании Osprea, отличается двигателем Iveco Euro 3 и улучшенным бронированием.

### Mamba Mk7
Версия с двигателем Deutz BF6L9l4C Turbo и улучшенной защиты до STANAG 3.

## Варианты
- Mamba Mk1

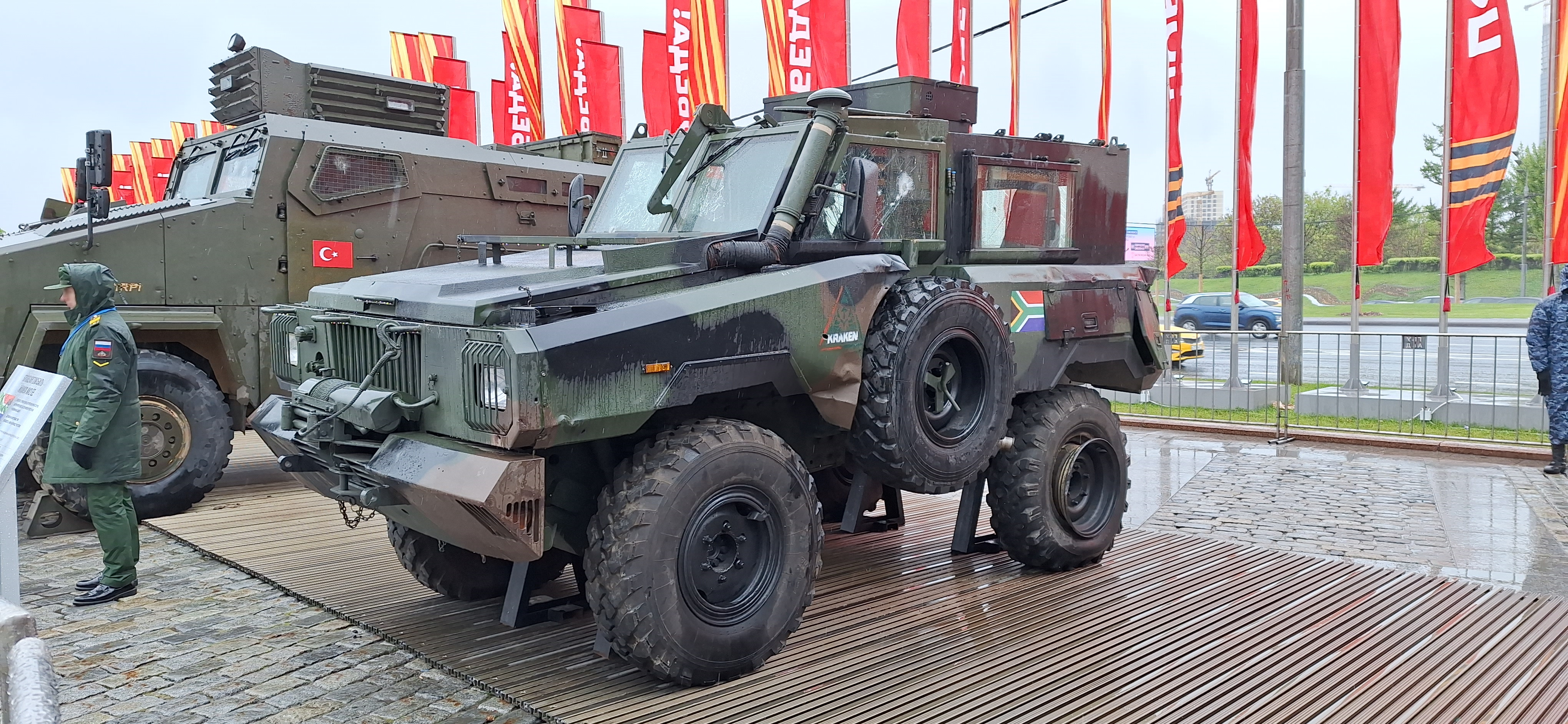
Mamba Mk2, захваченный российской армией

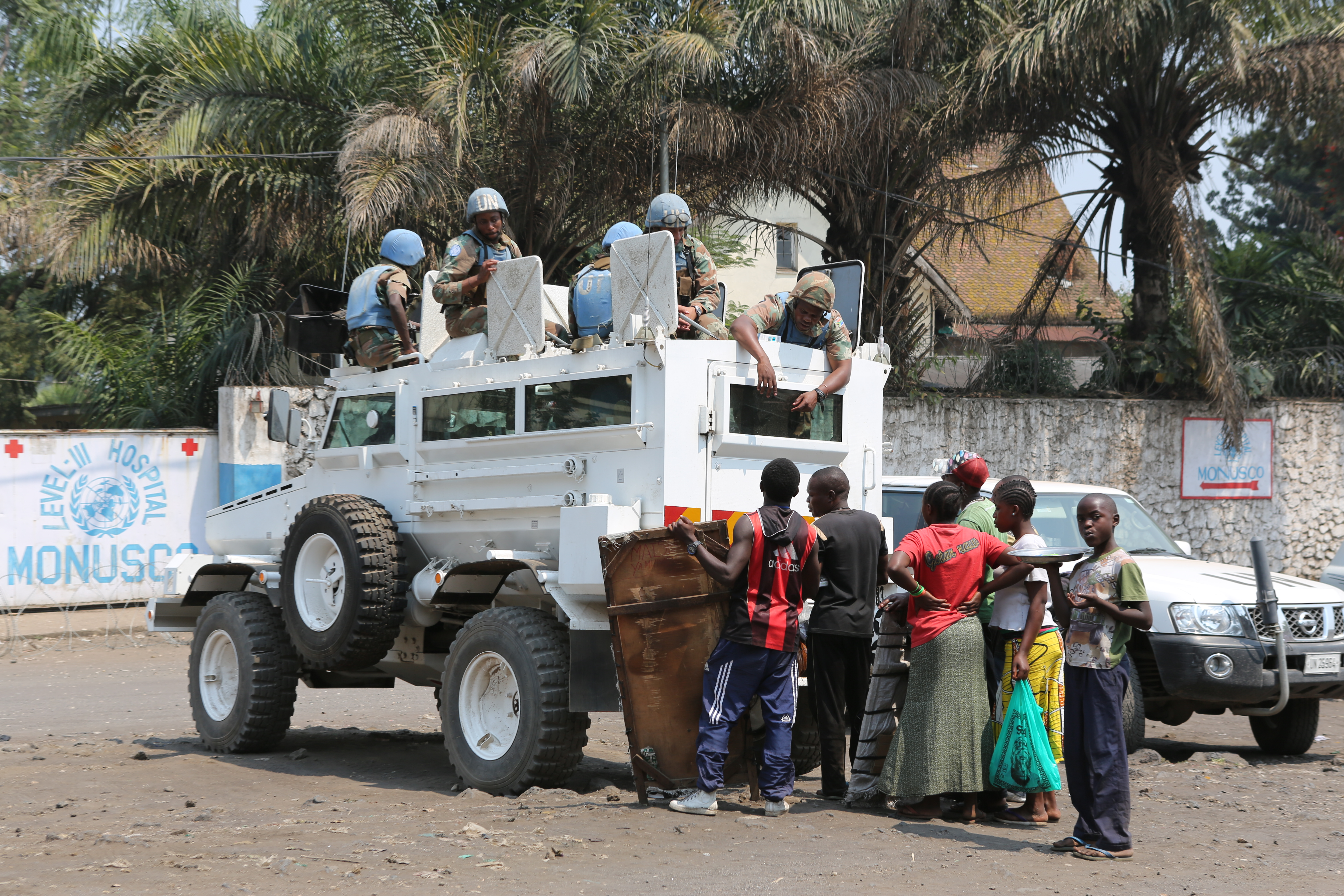
Mamba ООН в Гоме

  - Springbuck Mk1 — улучшенное бронирование.
  - Reva Mk1 — версия компании Integrated Conwoy Protection.
  - Puma — версия с силовой установкой и трансмиссией Toyota Dyna 7-145.
- Mamba Mk2
  - Komanche — укороченная версия, перевозящая только до 7 солдат.
  - Sabre — грузовой вариант
  - Alvis 4 — версия, производимая британской компанией Alvis UK.
  - Alvis 8 — версия Komanche, производимая британской компанией Alvis UK.
  - RG-31
  - Reva Mk2
  - Romad — версия от Sandock Austral.
- Mamba Mk3
  - Reva Mk3
- Mamba Mk5
- Mamba Mk7
  - Mamba Mk7-X — оснащена двигателем  Deutz BF06M1015C мощностью 408 л.с. и защитой от взрывов STANAG 4a4b[7].

## Операторы

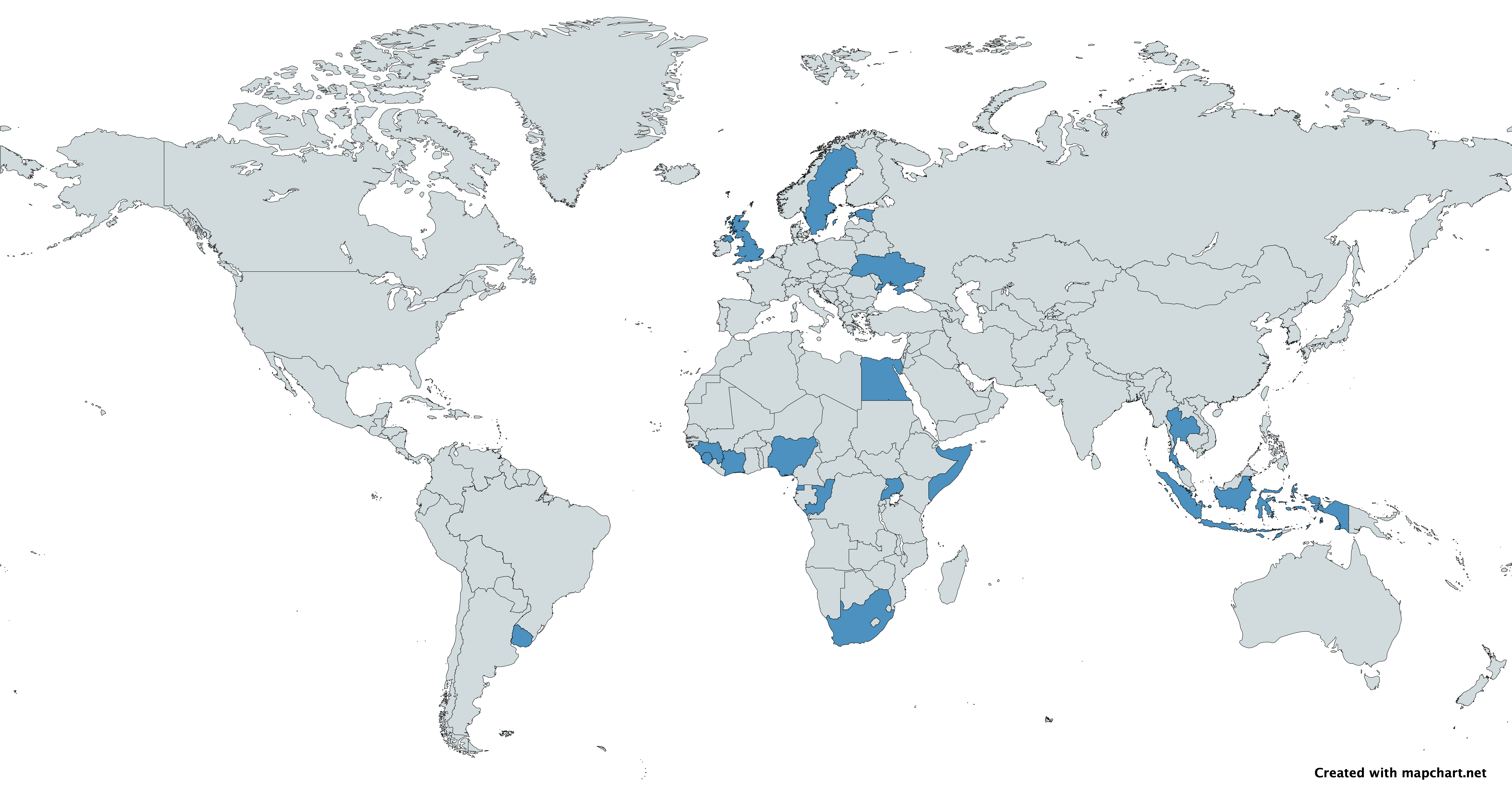
Карта операторов Mamba

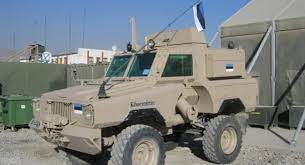
Эстонский Mamba APC

- Республика Конго : 18
- Кот-д'Ивуар : 10
- Египет : 14
- Экваториальная Гвинея : 25
- Гвинея : 10
- Нигерия : 23
- Сьерра-Леоне : 5
- Сомали : 6
- Швеция : 6
- Таиланд : 87
- Уганда : 15
- Украина : 7 от Эстонии
- Великобритания : 14
- Уругвай : 14
- Россия : 1 захвачен